# ادوارد سینگلتون هولدن
ادوارد سینگلتون هولدن (انگلیسی: Edward S. Holden; ۵ نوامبر ۱۸۴۶ – ۱۶ مارس ۱۹۱۴) اخترشناس، کتابدار، و استاد دانشگاه اهل ایالات متحده آمریکا بود.